# Качуко
Каччукко (українською також зустрічаються варіанти качукко, каччуко, качуко; італ. cacciucco) — суп з морепродуктів, популярний в Ліворно (Тоскана). Як і усі тосканські супи, по консистенції нагадує гуляш.
Спочатку каччукко готували з будь-якої риби та морепродуктів — залежно від улову (характерного для портового міста Ліворно). Є кілька легенд про походження цієї страви: за однією з них, її вперше зварила вдова загиблого рибалки, товариші якого поділилися з нею тим, чого було не шкода; за іншою — суп винайшов наглядач маяка, якому забороняли смажити рибу, оскільки олія була паливом для світильника.
Зараз найпопулярніший варіант супу готується на суміші рибного бульйону, червоного вина та томатного соусу, в яку додаються морепродукти (лангустини, мідії, невеликі восьминоги, кальмари, каракатиці) та риба (наприклад, скорпена, морський гребінець, морський півень, морський чорт, дорада, зубатка, мурена, акула, морський вугор), причому традиційно вважається, що в супі має бути як мінімум стільки сортів риби, скільки букв «с» є в назві супу, а саме — не менше п'яти.